# Exocelina damantiensis
Exocelina damantiensis (лат.) — вид жуков-плавунцов рода Exocelina (Copelatinae, Dytiscidae).

## Распространение
Остров Новая Гвинея: Индонезия (Papua Province, West Papua Province) и Папуа — Новая Гвинея.

## Описание
Мелкие водные жуки коричневого цвета, длина около 5 мм (от 3,7 до 4,5 мм), округло-овальной вытянутой формы тела. Усики 11-члениковые. Крылья хорошо развиты. Связаны с водой. Вид был впервые описан в 1998 году немецким энтомологом М. Балком (Michael Balke; Zoologische Staatssammlung München, Мюнхен Германия) под первоначальным названием Copelatus damantiensis Balke, 1998.